# Rare Replay
Rare Replay è un videogioco del 2015 pubblicato da Rare per Xbox One. È una raccolta antologica di titoli che celebra il 30º anniversario della software house inglese, considerando la sua precedente incarnazione Ultimate Play the Game. Il gioco è stato pubblicato in tutto il mondo il 4 agosto 2015.

## Contenuto
I giochi contenuti in Rare Replay sono in tutto 30. A settembre 2022 una versione rimasterizzata di GoldenEye 007 è stata annunciata per Xbox One; i possessori di copie digitali di Rare Replay hanno ricevuto il gioco gratuitamente alla sua uscita.
| 1983 | Jetpac Lunar Jetman Atic Atac                                |
| 1984 | Sabre Wulf UnderWurlde Knight Lore                           |
| 1985 | Gunftight                                                    |
| 1986 | Slalom                                                       |
| 1987 | R.C. Pro-Am                                                  |
| 1989 | Cobra Triangle                                               |
| 1990 | Snake Rattle 'n' Roll Solar Jetman Digger T. Rock            |
| 1991 | Battletoads                                                  |
| 1992 | R.C. Pro-Am II                                               |
| 1994 | Battletoads Arcade                                           |
| 1996 | Killer Instinct Gold                                         |
| 1997 | Blast Corps GoldenEye 007                                    |
| 1998 | Banjo-Kazooie                                                |
| 1999 | Jet Force Gemini                                             |
| 2000 | Perfect Dark Banjo-Tooie                                     |
| 2001 | Conker's Bad Fur Day                                         |
| 2003 | Grabbed by the Ghoulies                                      |
| 2005 | Kameo: Elements of Power Perfect Dark Zero                   |
| 2006 | Viva Piñata                                                  |
| 2007 | Jetpac Refuelled                                             |
| 2008 | Viva Piñata: Trouble in Paradise Banjo-Kazooie: Nuts & Bolts |